# 李方伟
李方伟（1972年9月18日—），是一名中国企业家和军火商。2014年4月29日被美国政府宣布起诉并通缉，称其涉嫌违反制裁法规，利用空殼公司进入美国金融系统并为伊朗提供与弹道导弹相关的技术。
李方伟是少数出现在美国联邦调查局通缉要犯名单上的中国公民。2014年，美国国务院还悬赏高达500万美元，希望有人能提供线索帮助逮捕李方伟或证明他有罪。
他负责的炭厂还因为涉嫌违规排放和埋葬有毒废弃物，污染周围的地表水与河流而遭遇地方群众的抗议。此行为被怀疑是他的工厂附近先天畸形和死亡率明显增加的主要因素，并加重了一些列其它卫生问题。

## 个人简介
李方伟1972年9⽉18⽇出生于中国黑龙江省甘南县。目前李方伟担任LIMMT经贸股份有限公司的总裁。据美国新闻周刊报导，他深爱诸如高档汽车与豪华西装等奢侈品。自2009年至2013年，他向伊朗出售导弹零件的利润高达一千万美元。

## 事业
李方伟為大连中创冶金矿业有限公司（英文LIMMT Economic and Trade Company, Ltd.，简称“LIMMT”）的创始人，从事生产高科技冶金以及核技术和弹道导弹使用的零件等军民两用产品。
LIMMT在2006和2007年分别以大连太阳工贸公司和大连东方管道部件公司的名义继续从事贸易行为，这两家公司的注册地址和电话号码相同。通过网络搜索发现，维基解密网站上也有泄密美国外交文件提到LIMMT公司相关信息，然而相关网页已被删除。美国《华尔街日报》2010年5月的《中国规避美国对伊朗制裁》一文中也提到过这家公司。文章称，2006年，LIMMT经贸公司，一家中国冶金制造商被美国禁止在美国销售，原因是其向伊朗出售高强度和精密军用金属部件。路透社曾经在2014年2月采访李方伟，李当时否认在美国对伊朗进行制裁后继续与伊朗进行军火交易。
2014年，联邦检察官还没收了690万美元与李方伟有关联的资金。美国国务院与财政部、商务部和司法部还联合宣布共同悬赏500万美元，希望激励李方伟的拘捕或能证明其有罪的信息。 商务部亦将他列入国家安全名单。司法部称，美国曼哈顿检察官办公室扣押了他存于美国银行中的690万美元。这些资金虽然在外资银行名下，但为李方伟旗下的公司实际使用。
据观察，每当美国政府对李方伟旗下的一家公司提出制裁，李方伟将原来的设施注册在新的公司名义下。
2017年大连市群众向地方当局投诉李方伟旗下的一家碳厂排放大量的刺鼻性气味和污染废水。

## 美国政府起诉
美国联邦调查局于2014年4月28日将李方伟列入通缉要犯名单，声称他使用位于中国东部的空壳公司在美国金融机构中进行洗钱欺骗美国银行、监管机构和公司。美国国务院也悬赏500万美元，希望有人能提供线索帮助逮捕李方伟或证明他有罪。

## 制裁和刑事诉讼
- 美国政府已经采取若干措施来制止李方伟的活动。以伊朗2000年不扩散武器条约、2006年签署的叙利亚不扩散条约以及2005年的13382号行政命令（英文Executive Order）为法律根据，许多他旗下的公司分别遭遇多项制裁。至今，李方伟旗下的公司分别经面临20项制裁案件。这也包括2008年4月有八家公司同时被制裁的一批。
- 美国国务院将李方伟旗下的多家公司，包括他个人，都列入其制裁名单。美国财政部没收了李方伟银行账户中的几百万美元，禁止他在美国境内和美国公司进行商业活动。美国外交官要求过中方有关负责人检查李方伟旗下的公司和相关嫌疑违反美国出口管控行为。
- 在2004年美国国务院对LIMMT公司实施制裁，2006年美国财政部将LIMMT公司列入其特别指定国民名单中（即国家安全名单），因而制止LIMMT使用美国金融体系或与美国金融体系进行交易。美国财政部指定了八家位于中国的企业为李方伟的掩护公司。美国当局还没收了美国银行中的689.5万美元与李方伟有关联的资金。
- 2009年纽约州的地方法院也以非法使用纽约银行为由而指控李方伟有118项罪名。关系到美国执法体系的分级结构，此次地方案件与联邦政府采取的措施并没有直接关系。在2014年李方伟也遭遇另一个纽约州地方法庭的起诉，起因主要跟他非法使用美国金融体系有关。

面对以上的指控，中国官方发言人表示坚决反对美国政府对中国企业和个人实施单边制裁。

## 与中国政府的关系
据悉，李方伟曾经依靠家庭关系而担任中国官职，并由于他爷爷的关系深受解放军的内部支持。
在2014年4月30日中国外交部发言人秦刚在例行的记者招待会上表示：“中方坚决反对美国援引国内法对中国企业、个人实施单边制裁。美方有关关做法无助于问题解决，而且有损双方防扩散合作。我要强调的是，中国政府高度重视防扩散出口管制⼯作，对任何违反中国防扩散法律法规的行为，都将依法严肃查处。美方的有关关切应通过与中方开展防扩散执法合作予以解决。中方敦促美方停止制裁中国公司、个人的错误做法，回到防扩散合作的正确轨道上来。”
由于美国和中国尚未签订引渡条约，李方伟目前可能被中国政府保护。李方伟依然在大连市经营多家企业并向伊朗出口导弹零件和技术。